# Kiril Simonovski
Kiril "Džina" Simonovski (Macedoni: Кирил Симоновски - Џина, 19 d'octubre de 1915 - 12 de juny de 1984) fou un futbolista macedoni de la dècada de 1940.
Pel que fa a clubs, defensà els colors de Gragjanski Skopje, Makedonija Skopje, FK Vardar i FK Partizan.
Durant la II Guerra Mundial va jugar amb la selecció de Bulgària amb el nom Kiril Simeonov. Acabada la mateixa fou 10 cops internacional amb la selecció iugoslava.
Fou entrenador de clubs com FK Partizan, FK Vardar i Olympiacos FC.

## Palmarès
Jugador:
Partizan
- Lliga iugoslava de futbol: 1946-47, 1948-49
- Copa iugoslava de futbol: 1946-47

Entrenador:
Partizan
- Copa iugoslava de futbol: 1957

Olympiacos
- Copa grega de futbol: 1960-61